# PFC Pirin Błagojewgrad
PFC Pirin Błagojewgrad – bułgarski klub piłkarski działający w latach 1931–2008. W latach 2000–2004 występował w ekstraklasie, jako Makedonska Sława Simitli. Po spadku z I ligi, klub po raz trzeci w historii zmienił siedzibę i przeniósł się do oddalego od Simitli o 15 km Błagojewgradu, a Makedonską Sławę zastąpił Pirin 1922. W Błagojewgradzie istnieje drugi klub Pirin. W 2008 roku oba kluby połączyły się.

## Historia
Pirin 1922 dwukrotnie grał w rozgrywkach pierwszoligowych, za każdym razem jego przygoda w ekstraklasie trwała tylko jeden rok. Na finiszu sezonu 2003-2004, jeszcze jako Makedonska Sława, zespół zajął przedostatnie miejsce w tabeli, podobnie jak i dwa lata później.
Od maja 2006 roku trenerem zespołu był Petyr Michtarski. Zastąpił on na tym stanowisku Kiryła Kaczamanowa, prowadzącego niegdyś młodzieżową kadrę Bułgarii. Pierwszym sukcesem młodego szkoleniowca było wprowadzenie klubu do pierwszej ligi.
W 2008 roku nastąpiła fuzja zespołu z innym Pirinem. Obecny klub Pirin Błagojewgrad jest kontynuatorem starego Pirina, który spędził ponad 20 sezonów w I lidze bułgarskiej.

## Sukcesy
- awans do ekstraklasy: w sezonach 2002-2003, 2004-2005 oraz 2006-2007

## Ewolucja nazwy
- 1931–1948 – Makedonska Sława Simitli
- 2000–2004 – Makedonska Sława Simitli - po unifikacji z klubem Granit Stara Kresna
- 2004–2006 – Pirin 1922 Błagojewgrad
- 2006–2008 – Pirin Błagojewgrad